# Joe Armstrong (fotbalový skaut)
Joe Armstrong (1894–1975) vystřídal po druhé světové válce Louise Roccu ve funkci hlavního skauta fotbalového týmu Manchester United. V United Armstrong velmi úzce spolupracoval s manažerem náhradního týmu a následným skautem Jimmym Murphym. Mládežničtí hráči, kteří debutovali od počátku 50. let 20. století, jsou poctou jejich skautským schopnostem.

## Profesní dráha
Na začátku roku 1953 podepsal Joe Armstrong smlouvu s patnáctiletým Bobbym Charltonem (narozen 1937), který se stal jedním z nejlepších hráčů na světě – hrál jak za vítězný tým Manchesteru United, který vyhrál Evropský pohár v roce 1968, tak za tým, který vyhrál Světový šampionát pořádaný v Anglii v roce 1966.
Další významnou hráčskou posilou byl Duncan Edwards (1936–1958), který se v 17 letech prosadil do prvního týmu Manchesteru United, a v 18 letech hrál za anglický národní tým. Získal dvě mistrovské medaile v anglické fotbalové lize a odehrál 18 reprezentačních zápasů za Anglii, než ve svých 21 letech podlehl zraněním, která utrpěl při Mnichovském leteckém neštěstí v únoru 1958.
V roce 1961 podepsal Joe Armstrong smlouvu také s patnáctiletým Georgem Bestem, který debutoval za Manchester United ve svých 17 letech 14. září 1963 proti West Bromwich Albionu na domácím stadionu United Old Trafford, kde zvítězili 1:0. O dva týdny později si Best připsal svůj první gól proti anglickému klubu Burnley. V roce 1968 byl Best korunován evropským fotbalistou roku a bylo mu uděleno ocenění Hráč roku dle FWA (Football Writers' Association Footballer of the Year).

## Úmrtí
Joe Armstrong zemřel v roce 1975 ve věku 81 let.